# 杜堂镇
杜堂乡，是中华人民共和国山東省菏泽市定陶区下辖的一个乡镇级行政单位。

## 行政区划
杜堂乡下辖以下地区：
赵庄村、陈庄村、宋楼村、徐楼村、袁姑村、杜堂村、陆湾村、张庄村、谢庄村、裴河村、贾庄村、许堂村、盛庄村、杨店村、戚姬寺村和张庄寨村。